# Геологія Румунії
Геологічна будова Румунії. 

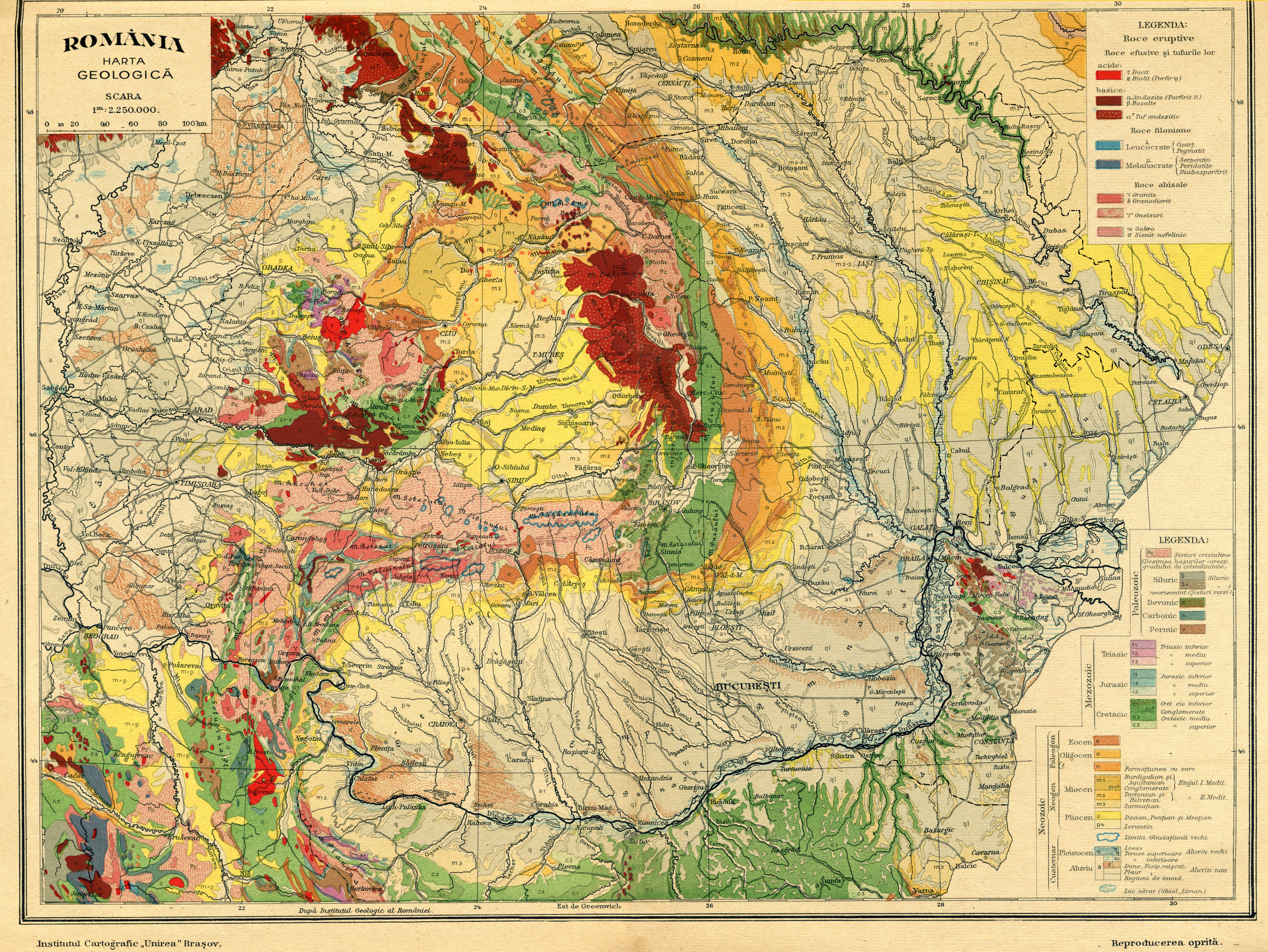
Геологічна карта Румунії.

На території Румунії виділяються дві молоді складчасті системи (Карпати і Північна Добруджа) та платформні структури різного віку (Молдавська, Скіфська і Мізійська плити). 
У будові Молдавської плити, що є частиною Східно-Європейської платформи, виділяється граніто-гнейсовий фундамент свекофено-карельського віку і осадовий чохол, що включає відклади венду, кембрію-девону, юри-крейди і неогену. 
Скіфська плита в межах Румунії представлена Переддобруджською і Бирладською западинами з верхньо-палеозойсько-мезозойським чохлом. Фундамент Мізійської плити гетерогенний. У відкладах чохла (потужність до 7 км) переважають уламкові нижньопалеозойські, карбонатно-евапоритові і уламково-евапоритові девонські та тріасові, карбонатні юрсько-крейдові і уламкові неогенові відклади. 
У фундаменті Мізійської плити є гранітні і ґранодіоритові інтрузії, в чохлі — кислі і основні ефузиви пермі-тріасу. Північнодобруджський кімерійський орогенез, розташований між Мізійською і Скіфською (Переддобруджський прогин) плитами, складений докембрійськими і нижньопалеозойськими метаморфізованими товщами, девонськими (карбонатними і кременистими) і нижньокам’яновугільними уламковими формаціями, тріасовими осадовими (карбонатними і флішевими) та юрськими (уламковими карбонатними) відкладами. 
Кімерійські структури неузгоджено перекриті верхньокрейдовими посттектонічними карбонатно-уламковими формаціями (синклінорій Бабадаг). Карпатський альпійський ороген, що займає понад 2/3 території країни, має складну будову. Тут виділяються складчасті зони (внутрішні — Дакіди і зовнішні — Молдавіди), передові прогини і субсеквентні магматичні дуги. 
Дакіди складені докембрійськими і палеозойськими метаморфічними формаціями, що перетинаються гранітами, ґранодіоритами, габро і перидотитами, нижньокам’яновугільно-пермськими моласовими формаціями, а також тріасовими, юрськими і крейдовими відкладами переважно карбонатного складу. 
Мезозойські офіолітові формації і пов'язані з ними осадові відклади оголюються в двох приблизно паралельних швах в Дакідах (головний шов Тетіса — південна частина гір Апусені) і на їх околицях в покривалах — Чахлеу (Східні Карпати) і Северинському (Південні Карпати). 
На північному заході країни простягаються Пеніди (Пенінська зона), представлені осадовими відкладами пізньої крейди та палеогену. Молдавіди (екстерніди), які охоплюють найбільшу частину покровів флішевої зони Східних Карпат і Передкарпаття, представлені крейдовими і палеогеновими формаціями. Передкарпатський прогин, розташований на зовнішній околиці Карпат, виконаний сармат-пліоценовими моласами. Трансільванська западина і східна околиця Паннонської западини являють собою неогенові моласові басейни, накладені на Дакіди. Альпійські магматичні дуги сформувалися в результаті субдукції. Вони представлені інтрузивними верхньокрейдовими-палеогеновими (Південні Карпати і гори Апусені) та екструзивними вапняково-лужними магматичними неогеновими формаціями (Східні Карпати і Апусені).